# ビスタヒエヴェルソル
ビスタヒエヴェルソル Bistahieversor は、ニューメキシコ州のカートランド累層のハンターウォッシュ部層（約7450万年前）から報告されているティラノサウルス上科に属する恐竜の属の一つ。成体と亜成体の標本が発見されている。全長約9mに成長した。ビスタヒエバーソー等とも表される 。

## 発見と記載

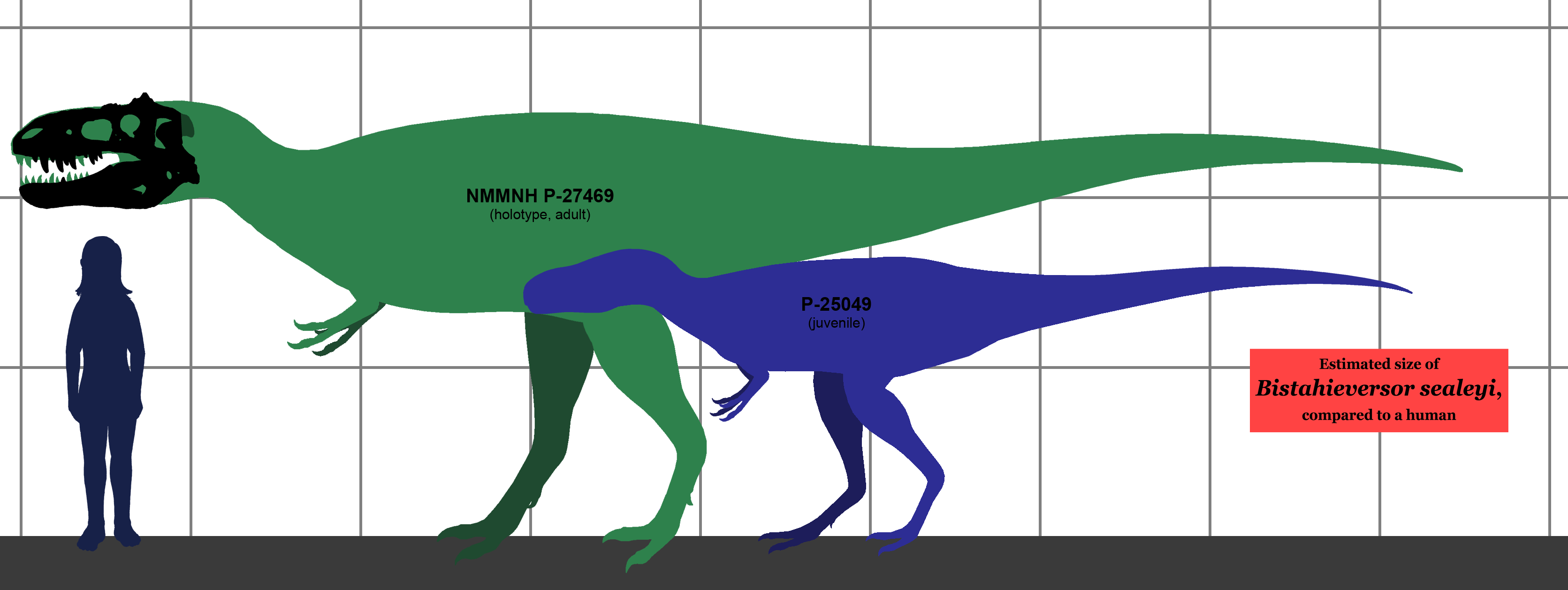
亜成体とのサイズ比較

ビスタヒエヴェルソルの最初の標本OMNH 10131は、部分的な頭骨と体骨格で1990年にカーペンターとレーマンによりアウブリソドンとして記載された。1992年に発見された追加の標本 NMMNH P-25049 は亜成体だった。更に1998年にほぼ完全な頭骨が発見された。トーマス･カーとトーマス･ウィリアムソンはこれらを再調査し、2000年にアウブリソドンではなくダスプレトサウルスの新種ではないかと指摘した。2010年にカーらは、この標本はやはりダスプレトサウルスでもないとし、新属新種ビスタヒエヴェルソル・セアレイ Bistahieversor sealeyiとして再記載した。
名前の由来は、ビスタヒ（ナバホ族の言葉で｢干しレンガ（の材料）の採れる場所」を意味する）という地名と古代ギリシャ語で「破壊者」を意味する "eversor" の組合せで、「ビスタヒの破壊者」という意味である。模式種 B.sealeyi の種小名は古生物学者 H.G.シーリーへの献名である。

## 古生物学
ビスタヒエヴェルソルの子孫筋にあたるティラノサウルス科(もしくはティラノサウルス亜科)は、大きな脳、大きな嗅球、細長い蝸牛管、および脳と感覚器を取り囲む頭蓋内副鼻腔を備えていたことが分かっている。しかし上記の特徴が進化のどの段階で発達したのかは分かっておらず、よってMatthew McKeownらは研究に際して「発達した脳や感覚器は体格の大きな仲間でのみ発達したかもしれない」と予測を立て、研究に望んだ。その研究の中で本種ビスタヒエヴェルソルが重要な研究材料として用いられた。研究によるとビスタヒエヴェルソルは派生的なティラノサウルス科/亜科に似た脳や感覚器を持っていたことが判明した。これによりティラノサウルス上科では、内耳の発達したティムールレンギア→副鼻腔の発達したビスタヒエヴェルソル→聴覚と嗅覚が共に発達したティラノサウルスの流れで進化が進んだことが示されている。

## 固有派生形質

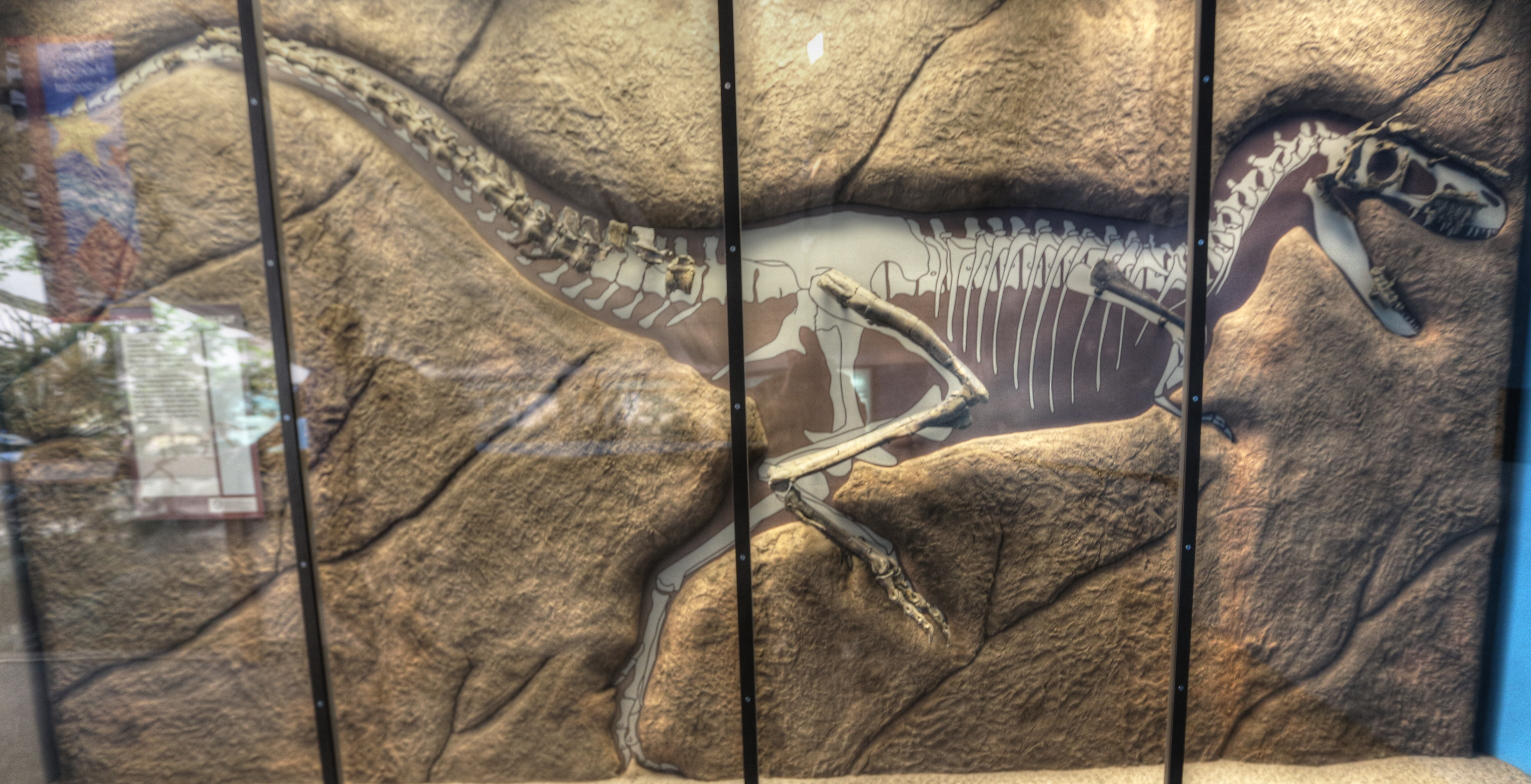
ウォールマウントで展示された化石

ビスタヒエヴェルソルに固有の特徴として、上下に高さのある鼻骨が挙げられる。この形質は、より派生的なティラノサウルス類には見られないとされた。また、64本もの多数の歯、目の上に開口部を持つ事、下顎に沿って隆条を持つ事も他のティラノサウルス類と異なっているとされた。

## 系統発生

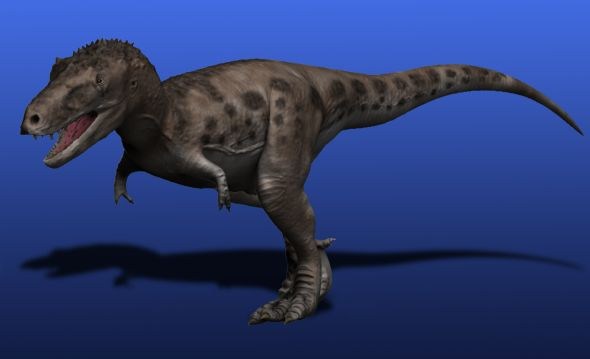
復元図

ビスタヒエヴェルソルは記載時の系統解析でティラノサウルス科には含まれないとされたが、2013年のマイク・ローウェンらによる再解析では、ダスプレトサウルスよりもティラノサウルスに近縁であり、ティラノサウルス科どころかティラノサウルス亜科に内包されると結論づけられた。ビスタヒエヴェルソルはリトロナクス、テラトフォネウスと共にアメリカ南部系のティラノサウルス類とされ、北部系ティラノサウルス類よりも歯の本数が少なく、パートによって大きさがかなり異なる等の特徴を共有している事から祖先を同じくする動物と考えられている。南方系ティラノサウルス類はロッキー山脈の様な地理的な移動障壁によって、より派生的な北のティラノサウルス類とは分断されていたと言われている。
しかし2016年にステファン･ブルサッテとカーが再度解析を行った結果では、ビスタヒエヴェルソルはやはりティラノサウルス科ではないと結論づけられた。